# Алжирска ела
Алжирската ела (Abies numidica) е вид ела от семейство Борови (Pinaceae). Видът е критично застрашен от изчезване.

## Разпространение
Разпространен е в Алжир.